# Панневиц (Нешвиц)
Па́нневиц или Ба́нецы (нем. Pannewitz; в.-луж. Banecyо файле) — деревня в Верхней Лужице, Германия. Входит в состав коммуны Нешвиц района Баутцен в земле Саксония. Подчиняется административному округу Дрезден.

## География
Деревня находится примерно в 9 километрах на северо-запад от Будишина и в 4 километрах южнее от административного центра коммуны Нешвица. Граничит на востоке с деревней Зареч, на юго-востоке — с деревней Лагов и на юго-западе — с деревней Вутолчицы.

## История
Впервые упоминается в 1400 году под наименованием Bahinwicz.
С 1936 по 1993 года входила в состав коммуны Зарич. С 1993 года входит в состав современной коммуны Нешвиц.
В настоящее время деревня входит в состав культурно-территориальной автономии «Лужицкая поселенческая область», на территории которой действуют законодательные акты земель Саксонии и Бранденбурга, содействующие сохранению лужицких языков и культуры лужичан.

## Население
Официальным языком в населённом пункте, помимо немецкого, является также верхнелужицкий язык.
Согласно статистическому сочинению «Dodawki k statisticy a etnografiji łužickich Serbow» Арношта Муки в 1884 году проживало 179 человек (из них — 146 серболужичан (82 %)).
| 1834 | 1871 | 1890 | 1910 | 1925 | 2011 | 2016 |
| ---- | ---- | ---- | ---- | ---- | ---- | ---- |
| 92   | 114  | 127  | 176  | 166  | 93   | 98   |

## Достопримечательности
Памятники культуры и истории земли Саксония
- Wegestein, XIX век (№ 09253307)
- Betkreuz, 1897 год (№ 09253325).